# Owner Fe De Yard
 (janvier 2024).
Si vous disposez d'ouvrages ou d'articles de référence ou si vous connaissez des sites web de qualité traitant du thème abordé ici, merci de compléter l'article en donnant les références utiles à sa vérifiabilité et en les liant à la section « Notes et références ».
Owner Fe De Yard est un album de The Ethiopians sorti chez Heartbeat Records en 1994.

## Liste des morceaux
| No  | Titre                | Durée |
| --- | -------------------- | ----- |
| 1.  | Owner Fe de Yard     | 3:28  |
| 2.  | I'll Never Get Burn  | 3:02  |
| 3.  | One Heart            | 4:11  |
| 4.  | Bad to Worse         | 2:32  |
| 5.  | So You Look on It    | 2:36  |
| 6.  | Want to Come Back    | 3:10  |
| 7.  | Incessantly          | 3:19  |
| 8.  | Let Me Blow My Smoke | 2:06  |
| 9.  | Cherry Pee           | 2:13  |
| 10. | Fire Fire            | 2:51  |
| 11. | She Is My Girl       | 2:39  |
| 12. | It Will Be Alright   | 2:51  |
| 13. | Leave My Business    | 3:06  |
| 14. | Walkie Talkie        | 3:09  |
| 15. | Joy Joy              | 2:33  |